# 何颖 (1966年)
何颖（1966年4月—），女，山东潍坊人，中华人民共和国外交官，1995年10月加入中国共产党，现任中华人民共和国驻克赖斯特彻奇总领事。

## 生平
何颖毕业于朝鲜平壤金日成综合大学朝鲜语专业。1989年，进入中华人民共和国外交部工作，先后在外交部亚洲司、外交部新闻司、驻韩国大使馆任职。2006年10月，出任驻韩国大使馆驻光州领事办公室主任，参赞衔。2009年4月，任驻韩国大使馆参赞。2010年8月，升副司级。2014年1月，任外交部边界与海洋事务司副司级干部。2014年3月，任外交部领事司政工参赞。2016年9月，任外交部领事司副司长。2018年3月，任中共广西南宁市委常委、市人民政府副市长，挂职两年。2022年3月，出任中华人民共和国驻克赖斯特彻奇总领事。